# Tristan de L'Angle Beaumanoir
Tristan de l'Angle-Beaumanoir est un homme politique français né le 3 mars 1828 à Paris et décédé le 6 décembre 1895 à Évran (Côtes-du-Nord)
D'abord officier de marine, il devient sous-préfet en 1867, d'abord à Cholet puis à Coutances. Révoqué par le gouvernement du 4 septembre 1870, il est nommé préfet des Côtes-du-Nord par le gouvernement conservateur du 16 mai 1877, et démissionne quelques mois plus tard. Il est sénateur monarchiste des Côtes-du-Nord de 1885 à 1895, intervenant souvent dans les débats politiques et les interpellations, réputé pour son sens de l'humour.

## Sources
- « Tristan de L'Angle Beaumanoir », dans Adolphe Robert et Gaston Cougny, Dictionnaire des parlementaires français, Edgar Bourloton, 1889-1891 [détail de l’édition]
- « Tristan de L'Angle Beaumanoir », dans le Dictionnaire des parlementaires français (1889-1940), sous la direction de Jean Jolly, PUF, 1960 [détail de l’édition]